# Llandysul
Llandysul è un centro abitato del Galles, situato nella contea del Ceredigion.